# Yoricks empfindsame Reise durch Frankreich und Italien
Yoricks empfindsame Reise durch Frankreich und Italien ist ein Roman des irisch-englischen Autors Laurence Sterne, der 1768 unter dem Titel A Sentimental Journey Through France and Italy in London erschienen ist. Der Roman blieb unvollendet, da der Autor wenige Tage nach der Veröffentlichung der ersten Kapitel starb, bevor er seinen Roman abschließen konnte. 
Sterne selbst hat mehrmals wegen seiner labilen Gesundheit Reisen nach Frankreich und Italien unternommen, die er durch den großen Erfolg des Tristram Shandy finanzieren konnte.

## Inhalt

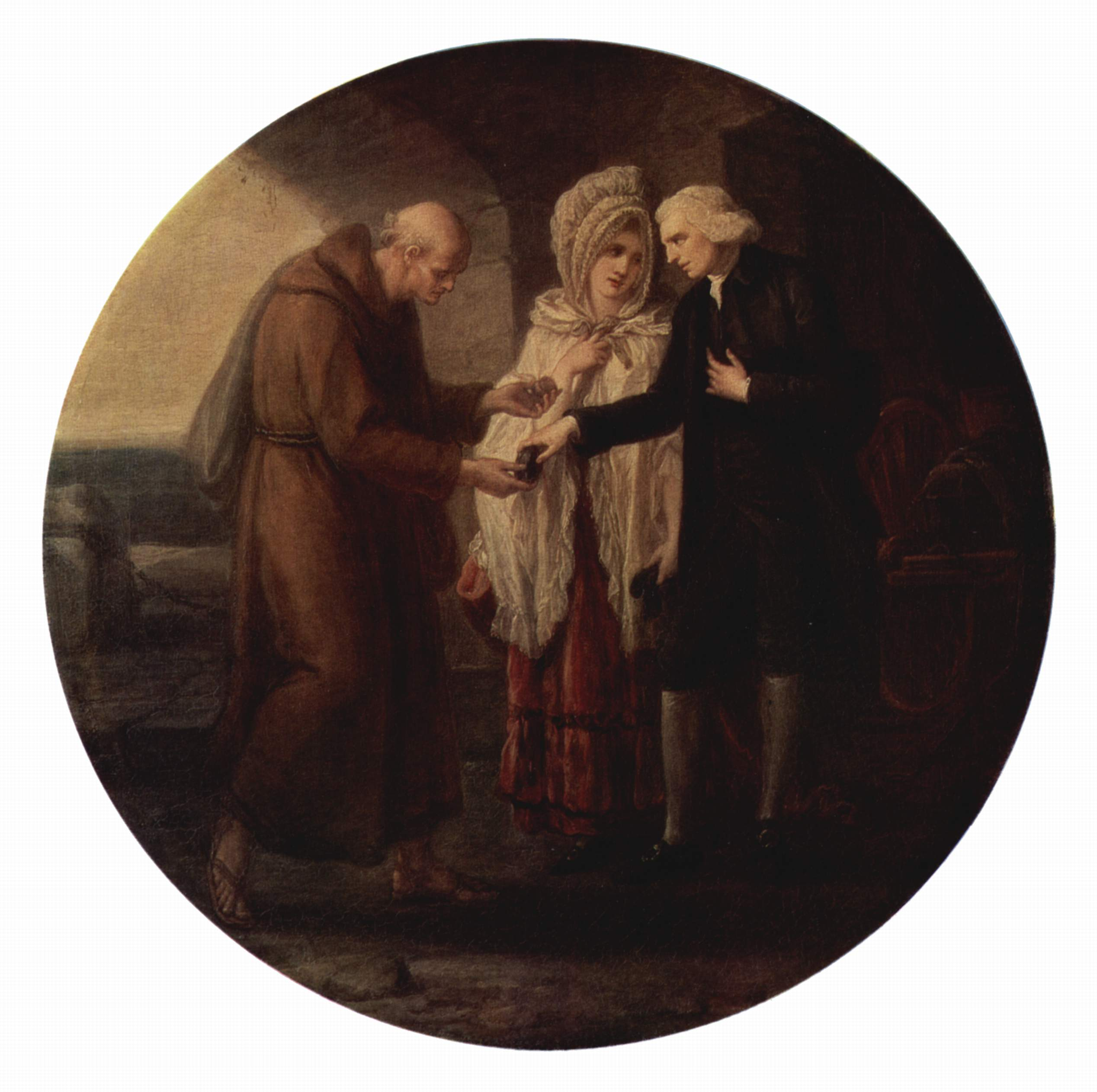
Angelika Kauffmann. Yorick, Madame de L. und der Mönch aus Calais, Szene aus der Empfindsamen Reise, 1780

Reverend Yorick, Ich-Erzähler und Alter Ego des Autors, bricht aus gesundheitlichen Gründen zu einer Reise nach Frankreich und Italien auf. Er mietet eine Kutsche, engagiert einen Diener und kommt auf seiner Reise nicht weit über Paris hinaus, als der Text unvermittelt endet.
In einer Reihe von höchst unterhaltsamen Episoden lässt Sterne den Leser teilhaben an den Erlebnissen des Ich-Erzählers Yorick, seinen sinnlichen Eindrücken und seelischen Empfindungen, die seine meistenteils erotischen Abenteuer begleiten, wobei diese Abenteuer nur selten über den Stand einleitender Vorbereitungen hinauskommen. 
Das Buch ist weniger exzentrisch als Sternes großer Roman Tristram Shandy, den manche Autoren durch Sternes Empfindsame Reise vollendet sehen wollen und auf dessen Personal sich Yorick gelegentlich bezieht.

## Rezeption
Der Roman war seit seinem Erscheinen nicht nur in England sehr populär, er wurde schon im gleichen Jahr ins Deutsche übersetzt und war hier ebenso erfolgreich. Unter seinem Einfluss entfaltete sich in der zweiten Hälfte des 18. Jahrhunderts ein eigenes Genre der Reiseliteratur, das der empfindsamen Reise. Anders als die etablierten Reiseberichte, deren Autoren sachlich und mehr oder weniger detailliert Land und Leute, Sitten, Gebräuche und Kultur der besuchten Länder beschreiben, geht es dem empfindsamen Reisenden vor allem um die eigenen subjektiven Erfahrungen, seine körperlichen und seelischen Reaktionen und seine persönlichen Meinungen. 
Der Musiker und Verleger Johann Joachim Christoph Bode übersetzte Sternes Roman als Yoriks empfindsame Reise 1768 ins Deutsche, und der Roman wurde in Deutschland ebenso erfolgreich wie vorher in England. Das Wort empfindsam war ein Neologismus, den Gotthold Ephraim Lessing Bode als Übersetzung für sentimental (sentimental journey) vorgeschlagen hatte, und der in der Folge auf die ganze Epoche der Empfindsamkeit übertragen wurde. 
1769 kam eine Fortsetzung des Romans unter dem Pseudonym Eugenius, (das ist John Hall-Stevenson), bei einem anonymen Drucker heraus. Die Fortsetzung konnte das Niveau des Originals nicht erreichen. In der deutschen Übersetzung wurde sie stark gekürzt und bearbeitet.

## Ausgaben
- Yoricks empfindsame Reise durch Frankreich und Italien, nebst einer Fortsetzung von Freundeshand. Aus dem Englischen von J. J. Chr. Bode. 1769; Die andere Bibliothek, Nördlingen 1986 ISBN 3-8218-4463-9
- Yoricks Reise des Herzens durch Frankreich und Italien. Übersetzung von Helmut Findeisen. Dieterich, 1956; Insel, Frankfurt 1977
- Eine empfindsame Reise durch Frankreich und Italien. Vollständige Ausg., übers. auf Grundlage der Übertragung von J. J. Bode von Siegfried Schmitz; Nachwort dsb. - Ill. Tony Johannot. Winkler, München 1963, 1996 ISBN 3-538-05193-3; wieder Wissenschaftliche Buchgesellschaft WBG, Darmstadt 1979, 1985 (ohne ISBN)
- Eine empfindsame Reise durch Frankreich und Italien von Mr. Yorick. Neu aus dem Englischen übers. von Michael Walter. Berlin: Galiani 2010.
- Yoricks empfindsame Reise durch Frankreich und Italien. Durchgesehener Neusatz bearbeitet u. eingerichtet von Theodor Borken. Henricus, Berlin 2021.